# Isabelle Attané
Isabelle Attané est directrice de recherches, démographe et sinologue à l'Institut national d'études démographiques, spécialiste de la démographie de la Chine. Elle est habilitée à diriger des recherches et enseigne à SciencesPo Paris,.
Ses travaux portent sur les évolutions sociales en lien avec les changements démographiques en Chine et occasionnellement dans d’autres pays d’Asie, en particulier en Asie de l'Est et du Sud-Est, avec une approche démographique, sociologique et culturelle. Elle s'intéresse en particulier aux relations de genre et aux discriminations envers les filles et les femmes dans la société chinoise en transition, de même qu'à la question du déséquilibre numérique entre les sexes (surmasculinité démographique) et à ses conséquences sur les individus et la société,

## Ouvrages
- La Chine à bout de souffle. Le fardeau de la démographie, Fayard, 2016.
- Atlas mondial des femmes. Les paradoxes de l'émancipation, Éditions Autrement, 2015, codirigé avec Carole Brugeilles et Wilfried Rault.
- Analyzing China's Population. Social Change in a New Demographic Era, Springer, 2014, codirigé avec Gu Baochang.
- The Demographic Masculinization of China. Hoping for a son, Springer, 2013.
- Au pays des enfants rares. La Chine vers une catastrophe démographique, Fayard, 2011 ; Prix Ernest Lemonon 2012, décerné par l'Académie des sciences morales et politiques[5] ; Prix du livre d'économie (2011)[6]. Il a également reçu le titre de "Meilleur livre scientifique 2011", décerné par le magazine littéraire Lire[7].
- En espérant un fils... La masculinisation de la population chinoise, Ined, 2010.
- Une Chine sans femmes ?, Perrin, 2005.
- Watering the neighbour's garden: the growing female deficit in Asia, Cicred, 2007, codirigé avec C. Z. Guilmoto
- Gender discriminations among young children in Asia, IFP-Ceped, 2005, codirigé avec J. Véron
- La Chine au seuil du XXIe siècle. Questions de population, questions de société, Ined, 2002.